# Museo Bizantino de Komotiní
El Museo Bizantino de Komotiní es uno de los museos que hay en la localidad de Komotiní (Grecia). Está activo desde 1991 y lo gestiona la Fundación Nikolaos Papanikolau.
El museo se encuentra en un edificio donado por Nikolaos Papanikolau que consta de un sótano y dos pisos. Contiene una colección de objetos entre los que se encuentran manuscritos de papiro y pergamino, ventanas de vidrio, piezas de cerámica, pintura y objetos del periodo posbizantino. También alberga un anfiteatro y salas para exposiciones temporales.